# Dancing Dolls
Dancing Dolls est un groupe féminin d'idoles japonaises formé en 2012, composé de cinq membres venant d'Osaka.

## Histoire
Le groupe a été formé à Osaka par des amies d'enfance. Il a commencé à jouer dans la rue à Osaka Castle Park, qui est un refuge local pour des spectacles de rue. Les filles ont écrit et composé leurs propres chansons, les danses sont chorégraphiées par Misaki. Leurs vidéos sont devenus populaires, et ont totalisé plus de 10 millions de vues au moment de leurs débuts professionnels en 2012.
Le groupe signe pour Sony Music Entertainment Japan et sort le 12 septembre 2012 son premier single, intitulé Touch -A.S.A.P.- / Shanghai Darling,. À ce moment-là, l'âge moyen du groupe était de 16 ans.Le single atteint la 38e place du classement hebdomadaire des ventes de l'Oricon. La chanson Touch -A.S.A.P.- est une reprise d'une chanson-thème de l'anime Touch, à l'origine chantée par Yoshimi Iwasaki et sorti en single en 1985.
Misaki, Asuka et Kyoka ont atteint la 1re et la 2e positions lors d’un vote réalisé au cours de l’émission Sakigake! Idol Sousenkyo (魁！アイドル総選挙) diffusée sur Fuji TV en décembre 2012. Elles sont à ce moment-là en compétition contre les membres d’autres groupes d’idoles. Dancing Dolls a participé au festival  tenu à Taïwan Kawaii Pop Fes by @Jam in Taiwan en janvier 2014 aux côtés de groupes tels que Up Up Girls (Kakko Kari), SUPER☆GiRLS, Dempagumi.inc, Tokyo Girls' Style, et Dorothy Little Happy. Cet événement est le premier concert du groupe à l’étranger.
Le groupe revient quelques mois plus tard avec un 5e single Monochrome qui est la chanson thème du générique de début de l’anime Soul Eater Not!. Le CD est sorti en mai 2014. Quelques jours plus tard, les sœurs jumelles disparaissent du profil du groupe sur le site officiel ; elles avaient en effet quitté le groupe. À la suite de ces départs, les trois membres restants demeurent inactives pendant des mois.
Fin janvier 2015, deux nouvelles membres Miu et Kanon sont recrutées. Le staff du groupe d’idoles publie une photo des nouvelles membres ainsi qu'une vidéo dans lesquelles leurs visages sont masqués, afin de garder le mystère jusqu’au 14 février. Cependant, Miu et Kanon ont d'ores et déjà commencé les leçons de danse et l'enregistrement de chansons. Ces deux jeunes filles sont officiellement présentées et font leurs débuts au cours du concert de Dancing Dolls le 14 février à Tokyo. Leurs visages y sont alors dévoilés.
La sortie du 6e single de Dancing Dolls My Way / Love Me, Love Me est annoncé au même moment pour le mois suivant. Il s'agit du premier disque du groupe depuis 10 mois ; pour Miu et Kanon, c'est leur première apparition avec le groupe sur ce single. La chanson My Way inclut des samples de Motteke! Sailor Fuku qui est la chanson thème d'ouverture du populaire anime Lucky Star. Le single inclut une reprise d'un titre de Dancing Dolls Melo Melo Bakkyun (メロメロバッキュン), interprétée par Miu et Kanon.

## Membres
| Surnom          | Nom et prénom              | Date de naissance | Âge    | Travail au sein du groupe       | Notes                 |
| --------------- | -------------------------- | ----------------- | ------ | ------------------------------- | --------------------- |
| Hono            | Honoka Kadomoto (門元穂果) | 30 juin 1997      | 27 ans | Chant, danse                    |                       |
| Mii             | Misaki Nakajima (中島弥咲) | 6 avril 1996      | 28 ans | Chant principal, danse          |                       |
| Misaki          | Misaki Sakurada (桜田美咲) | 24 juillet 1995   | 29 ans | Vocal, rap, danse, chorégraphie |                       |
| Anciens membres |                            |                   |        |                                 |                       |
| Asuka           | Asuka Nagayama (永山飛鳥)  | 31 août 1995      | 29 ans | Danse, chœurs                   | Sœur jumelle de Kyoka |
| Kyoka           | Kyôka Nagayama (永山杏佳)  | 31 août 1995      | 29 ans | Danse, chœurs                   | Sœur jumelle d'Asuka  |

## Discographie
| # | Titre                                                                        | Date de sortie    | Classements | Classements |
| # | Titre                                                                        | Date de sortie    | Oricon      | Billboard   |
| - | ---------------------------------------------------------------------------- | ----------------- | ----------- | ----------- |
| 1 | Touch -A.S.A.P.- / Shanghai Darling (タッチ-A.S.A.P.-/上海ダーリン)          | 12 septembre 2012 | 38          | 37          |
| 2 | Wangan Wonder Darling / Raspberry Love (湾岸ワンダーダーリン/ラズベリーラブ) | 30 janvier 2013   | 32          |             |
| 3 | DD JUMP                                                                      | 24 juillet 2013   | 39          |             |
| 4 | Ring Dong                                                                    | 13 novembre 2013  | 58          |             |
| 5 | monochrome                                                                   | 21 mai 2014       | 41          | 86          |
| 6 | My Way / Love Me, Love Me (MY→WAY/Love me, Love me)                          | 25 mars 2015      | 58          |             |
| 7 | Michi no Sekai e / Odoru Kokoro (ミチノセカイヘ / オドルココロ)              | 26 août 2015      | 65          |             |

## Vidéographie

### Musique vidéos
| N° single | Titre              | Lien YouTube |
| --------- | ------------------ | ------------ |
| 1         | "Touch -A.S.A.P.-" | watch        |
| 1         | "Shanghai Darling" | watch        |